# 松島やや
松島 やや（まつしま やや、1982年8月18日 - ）は、日本の元AV女優。

## 略歴
- 2003年 - AVデビュー。AV女優みずなあんりとは親友で、共演作がレズものを中心に多い。
- 2004年秋 - 一度引退、現場スタッフとして働くも、翌年復帰した。
- 2006年8月末 - AV女優を完全引退した。
- 2007年6月 - 葉鳥ややに改名しモデルとしての活動を始める。松嶋やや名義での出演作品もある。

## 作品

### アダルトビデオ
松嶋やや 名義
- BIKINIマリンビック!! (2004年5月20日、イマージュ)
- 脱衣バレー部 (2004年9月20日、イマージュ)
- Loco Girl 松嶋やや 19才 (2004年10月8日、スピン・オフ)
- 女流官能小説家 (2005年6月20日、イマージュ)オムニバス作品
- 人気女優の過激裏ビデオ 「松嶋やや」ちゃんの限界超えNG連発プレイ (2005年11月9日、人気女優の過激裏ビデオ)
- パイレズビアン4 (2006年10月19日、ドグマ)

松島やや 名義
発売日不明
- 生セラ 1 松島やや (NAC(ナック))
- ロコガール 松島やや (NAC(ナック))

2003年
- THE 巨乳銀行員[エロエロ爆乳受付係] (12月4日、ドリームチケット)オムニバス作品
- 女子校生たちを犯しませんか 2 (12月12日、隼エージェンシー)オムニバス作品
- 巨乳中出し240 2 (12月12日、隼エージェンシー)オムニバス作品
- 初脱ぎドキュメント 18才なりたて。 (12月13日、ロッソ)

2004年
- あゝ! 一軒家女子プロレス(仮) (1月8日、ナチュラルハイ)
- THE 巨乳ウェイトレス[魅惑のボイン喫茶店] (1月8日、ドリームチケット)オムニバス作品
- HIGH SCHOOL FUCK (1月8日、アイデアポケット)オムニバス作品
- フェラコレ2004冬 (1月9日、隼エージェンシー)オムニバス作品
- 巨乳OL痴女集団女だらけの世界 (2月1日、MOODYZ)
- オナニスト［第六章］ (2月13日、隼エージェンシー)オムニバス作品
- エロバトル V (2月14日、隼エージェンシー)
- お姉さまたちの敏感爆乳ペット (2月18日、ワープエンタテインメント)
- ERO-BOINS (2月25日、エーピーエー)
- こだわりの手コキ 180SP 31人 (3月12日、隼エージェンシー)オムニバス作品
- フェラコレ2004春 (4月14日、隼エージェンシー)オムニバス作品
- もしもこんな超高級ソープがあったら…。2 (4月23日、うまなみ。)オムニバス作品
- 女遊戯 教室の秘事 (4月25日、アートモデルズ)
- オナニスト ［第七章］ (5月14日、隼エージェンシー)オムニバス作品
- 淫辱乱隷姫 (5月22日、ウエストメディア)
- 透け透け着エロかっぱ (5月25日、アートモデルズ)
- 絶対服従CE 第1章 令嬢凌辱～奴隷姉妹の生活～ (5月28日、ゴーゴーズ)
- 巨乳人妻狩り! (5月28日、うまなみ。)オムニバス作品
- 童貞狩り学園II (6月4日、SODクリエイト)
- 女金融取立て屋! 涙のレズ返済3 (6月4日、ディープス)
- 女囚&女ハイカー (6月11日、桃太郎映像出版)
- 痴漢女子便所Disc2 (7月8日、ナチュラルハイ)
- 恥悦少女14 (7月15日、プールクラブ)
- デリヘル 温泉旅館 (7月16日、桃太郎映像出版)
- 超高級ソープ4時間スペシャル3 (7月23日、ケイ・エム・プロデュース)うまなみ。作品『もしもこんな超高級ソープがあったら･･･。2』のセルDVD化作品 オムニバス作品
- HSFDX4 HIGH SCHOOL FUCK DX4  (8月8日、アイデアポケット)オムニバス作品
- レズキス 3 (8月、ユープランニング)
- ワルキューレ☆ファイト (8月、ユープランニング)
- 同級生 (9月1日、ワンズファクトリー）
- レズビアンストーリー19物我 (9月2日、アウダースジャパン)
- 心霊スポットFUCK ～ほんとにあった!エロいビデオ～ (9月3日、TMA)オムニバス作品
- 裏ビデオ業者が生撮り!完全撮りテープをまる流し (9月10日、オブテイン・フューチャー)オムニバス作品
- 巨乳レイプ4時間 第3章 (9月15日、隼エージェンシー)オムニバス作品
- おんなのこのおなにー 6 (9月23日、ディープス)オムニバス作品
- ミスキャンパスパーフェクトファイル (9月30日、KUKI)オムニバス作品
- 眼鏡ブルマ (10月1日、ワンズファクトリー)オムニバス作品
- もしもこんな○○があったら…・1 (10月21日、V&Rプロダクツ)
- 生セラ 極上Fカップ敏感ボディ (11月1日、アール・アイ・シー)
- 発情期の中出し (11月1日、チャンネルV)
- 誘う尻 vol.1 (11月24日)
- 高級ロリソープ (12月8日、マルクス兄弟)
- 引退 松島やや (12月28日、オーロラプロジェクト)
- 公衆の面前でセックスして、イッちゃう顔を見てもらう (1月1日、MOODYZ)オムニバス作品

2005年
- あぶない放課後2 犯された9人の女子校生 (1月15日、隼エージェンシー)オムニバス作品
- GIRLS* MIX 13（1月21日、ジャパンホームビデオ）オムニバス作品
- 女が女をレイプするのは最高 (3月20日、ホットエンターテイメント)
- HARDCORE LESBIAN 爆乳レズ・淫蕩GAL底なしレズ快楽沼 (4月13日、ドリームクリエイト)
- 大都会の真っ只中でレズれるか (4月21日、甲斐正明事務所(ブリット))
- 世にも巨乳な物語 4時間 (4月21日、ケイ・エム・プロデュース)
- 素人女子校生［CLASS-A］・16 (5月15日、ビッグモーカル)オムニバス作品
- うまなみ。プレゼンツ5　巨乳人妻4時間 (5月27日、ケイ・エム・プロデュース)うまなみ。作品『巨乳人妻狩り!』のセルDVD化作品、オムニバス作品
- 牝に犯られる女 美森ここ (5月27日、アリスJAPAN)
- 男子禁制!これが噂のレズ合コン (7月7日、ディープス)
- 松島ややと三人の男優志望の男達 (7月14日、一般公募企画を私やっちゃいました!)
- 乳魂 (8月12日、桃太郎映像出版)
- BOIN GALS 4時間 (8月12日、ビッグモーカル)オムニバス作品
- エロメガネ9月1日、ワンズファクトリー）オムニバス作品
- 超能力ハイスクール パート1 転校生はハレンチエスパー!学園パンチラウォーズ (9月8日、V&Rプロダクツ)
- 松島ややの表に出せないビデオのDVD (10月7日、エイチエス映像)
- SEX DAYS (10月26日、ブレイブキング)オムニバス作品
- こりこり乳首弄り その2 ［お姉さん乳首編］ (11月11日、アロマ企画)
- レズマジックミラー号1 ～女体満載!果汁オーバー!青山・表参道編～ (11月17日、ディープス）
- ピストン騎乗位 (12月9日、アロマ企画)

2006年
- 童貞の僕がいとこの巨乳三姉妹の家に居候した。 パート4 (1月4日、V&Rプロダクツ)
- これが噂の痙攣酒漬け酔淫倶楽部レズヴァージョン (1月4日、ナチュラルハイ)
- 女囚アマゾネス・3全裸いそぎんちゃく検査 (2月28日、マックス・エー)
- 痴女ヒルズ族 (3月13日、MOODYZ)…
- これが噂の痙攣酒漬け 酔淫倶楽部 レズバージョン Disc.2 (5月18日、ナチュラルハイ)
- レズ☆メス No.3 (6月6日、エルズ倶楽部)
- 痴女キャバクラ (6月20日、イマージュ)
- 人には言えない夫婦の話 (7月20日、ネクストイレブン)オムニバス作品
- クールビズ株式会社 (8月17日、アキノリ)
- まんじょこハメ盛り秘宝館 肉いじり(8月25日、マックス・エー）オムニバス作品
- 巨乳痴漢地獄　電車・公衆便所・教室・保健室 (10月5日、SODクリエイト）
- 素人コギャルHEAVEN 4時間 4 (10月20日、おかず。(ケイ・エム・プロデュース))オムニバス作品
- ～甘美で卑猥な女3人レズ性活～美味しい唾液と挿して感じるベロチンコ (11月1日、V(ヴィ))

2007年
- レズメス SEXUAL LESBIAN (1月25日、エルズ倶楽部)
- ギャルコレ! Neo 4時間 (7月20日、おかず。(ケイ・エム・プロデュース))オムニバス作品

2008年
- Gcup95cm パイパン敏感即イキ美女 (1月25日、ユープランニング)

他多数出演